# Antonín Buček (fotbalista)
Antonín Buček (* 24. února 1984 v Ostravě) je český fotbalový brankář hrající za český klub MFK Frýdek-Místek.

## Klubová kariéra

### FC Baník Ostrava
8. října 2012 hostila AC Sparta Praha Ostravu a zápas skončil vítězstvím 2:0. Antonín Buček nafilmoval faul protihráče. Když se k němu blížil Peter Grajciar, spadl na zem, ačkoli bylo evidentní, že se mu slovenský hráč pražského klubu obloukem vyhýbá.
Rozhodčí Drahoslav Drábek na hereckou etudu reflektoval a odpískal neexistující faul, přičemž Grajciara ještě napomenul. Buček tímto vyhrál anketu iDNES.cz o největší kiks podzimu sezóny 2012/13.

### Kazachstán, Polsko
Po odchodu z Baníku v roce 2013 hrál v Kazachstánu za FK Akžajyk a poté v Polsku v nižší lize za Energetyk ROW Rybnik a GKS Katowice.